# Slag bij Turckheim
De Slag bij Turckheim was een veldslag die op 5 januari 1675 werd uitgevochten tussen de mark Brandenburg en het koninkrijk Frankrijk tijdens de Hollandse Oorlog.

## Aanloop
De agressieve campagne van Frankrijk tegen de Republiek der Zeven Verenigde Nederlanden zorgde voor een vijandelijke reactie van Oostenrijk en Brandenburg. Hun deelname aan de oorlog zorgde ervoor dat de oorlog ook geopend werd in de Duitse Staten. In 1674 kreeg Graaf van Turenne de opdracht om de Elzas te beschermen van een inval van de keizerlijke troepen.
In december 1674 werden de Duitse troepen al verslagen bij Mulhouse. Hierdoor waren ze gedwongen om zich terug te trekken naar Turckheim.

## Slag
In de middag van de vijfde van januari wist Turrenne het Brandenburgse leger op te sporen. Hierop begon het Brandenburgse leger zich klaar te maken voor de slag. Turenne stuurde twee aanvallen af op het leger. Een stuurde hij richting het centrum en de ander richting de rechterflank. Toen de Brandenburgers in de val trapten werd er een nieuwe aanval gelanceerd. Ditmaal op de onbewaakte linkerflank. Turrenne was in staat om Turckeim te veroveren, hierop probeerde Frederik Willem I van Brandenburg het dorp te ontzetten, maar slaagde hier niet in. Door dit verlies raakte het leger gedemoraliseerd en vluchtte het van het slagveld.

## Nasleep
Na de veldslag was Frederik Willem gedwongen om de Elzas te verlaten en het winterkwartier op te zoeken. Via Straatsburg keerde hij terug naar zijn winterkwartier.